# Klasztor Reichenau

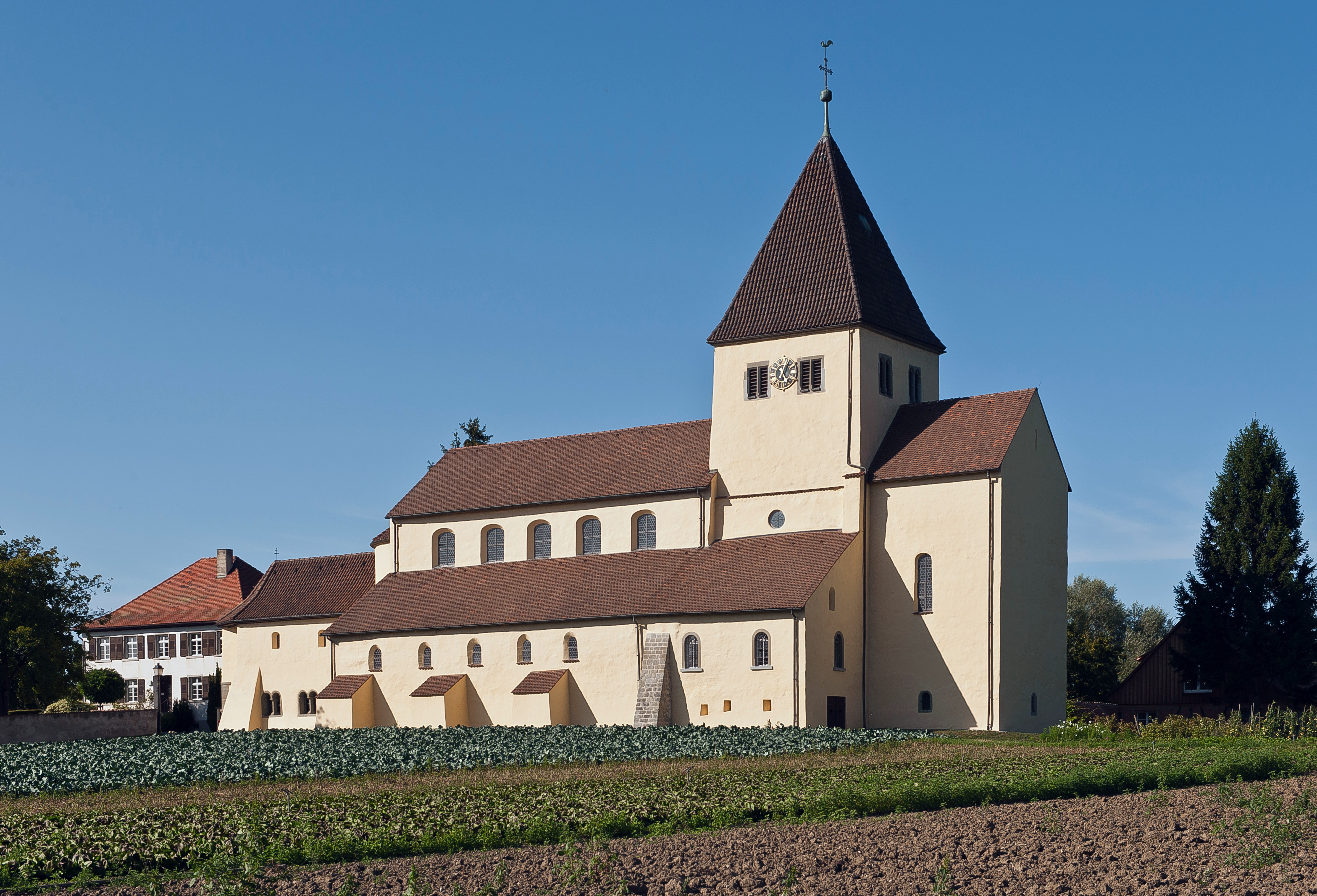
Kościół św. Jerzego w Oberzell na wyspie Reichenau

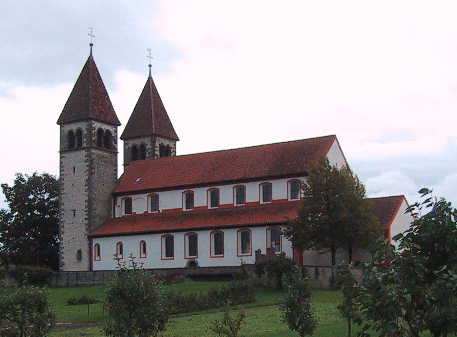
Kościół św. Piotra i Pawła w Niederzell na wyspie Reichenau

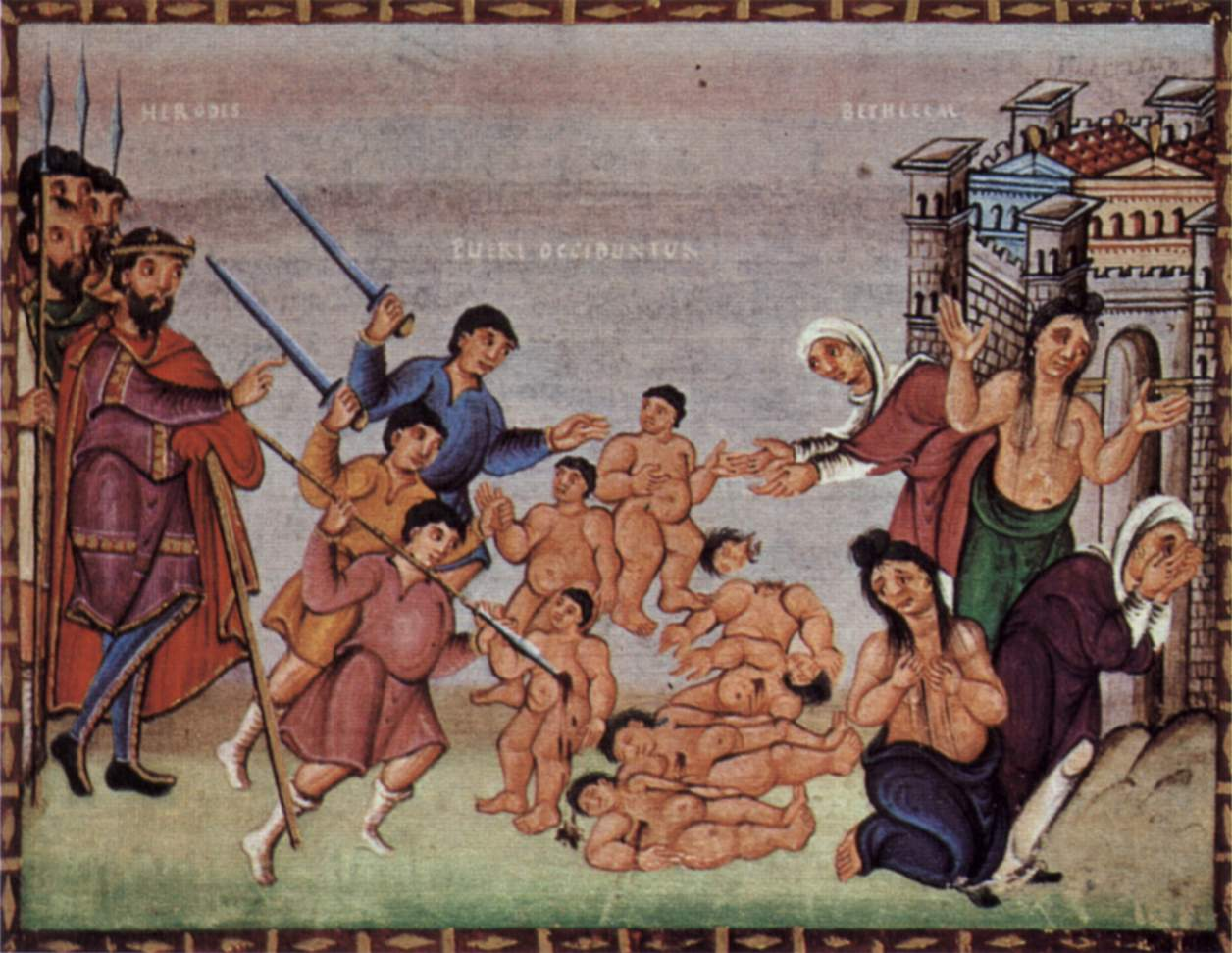
Fragment Kodeksu Egberti, miniatura z Reichenau

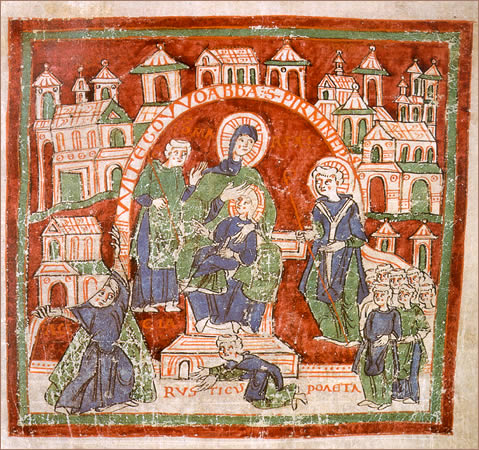
Gesta Witigowonis z Reichenau

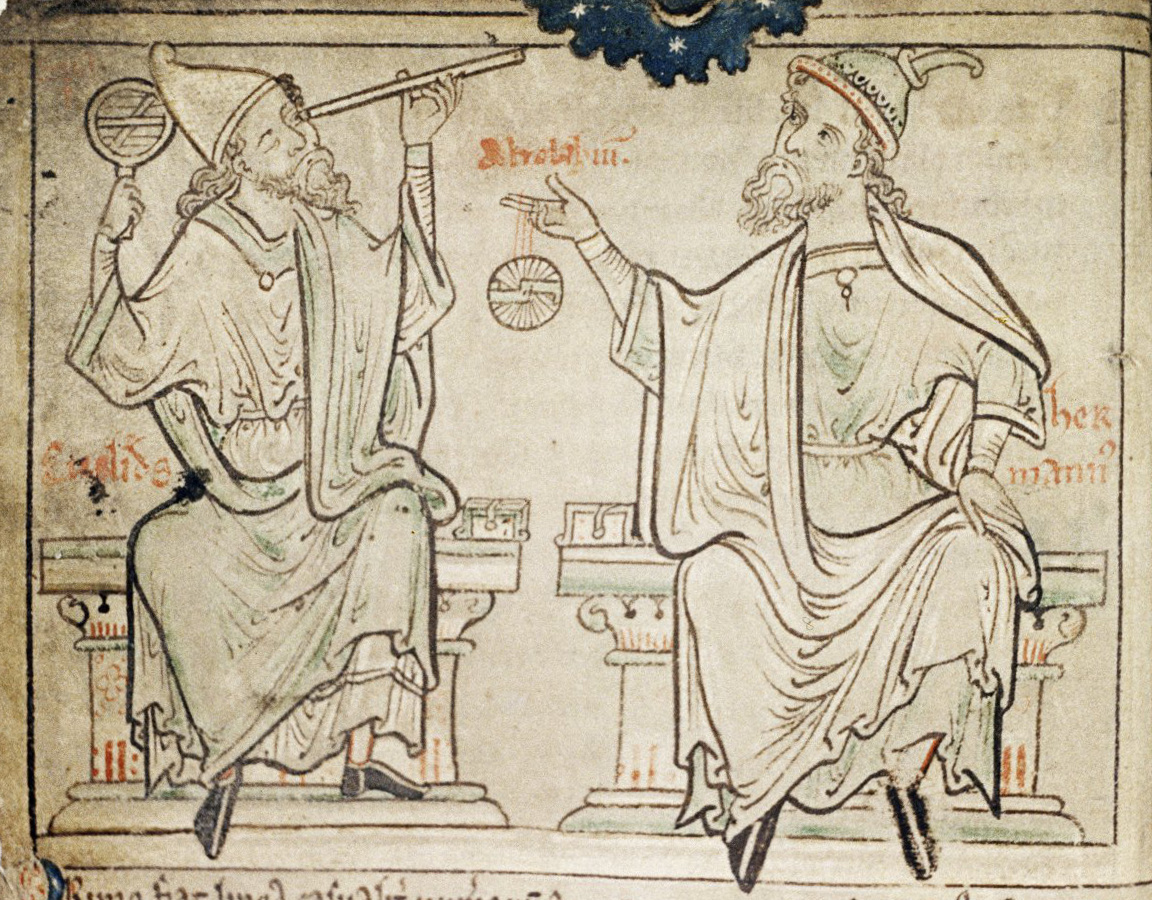
Herman z Reichenau z astrolabium (z prawej), ilustracja średniowieczna

Klasztor Reichenau – opactwo benedyktyńskie na wyspie Reichenau na Jeziorze Bodeńskim w Niemczech.
Założone w 724 przez Pirmina (690–753), przeżywało swój rozkwit w IX–XI w. Obok klasztorów w St. Gallen i Fuldzie, najważniejszy ośrodek kultury, nauki i sztuki okresu karolińskiego i ottońskiego, słynący w X–XI w. z tworzonych tam rękopisów zdobionych wysokiej jakości miniaturami.
W 2000 wyspa klasztorna Reichenau została wpisana na listę światowego dziedzictwa kultury UNESCO.

## Historia
Za datę założenia opactwa przyjmuje się 724, kiedy biskup misyjny Pirmin (690–753) otrzymał od karolińskiego majordoma Karola Młota (686–741) zlecenie wybudowania klasztoru w celu chrystianizacji Alamanów.

### Legenda o powstaniu opactwa
Pirmina nad Jezioro Bodeńskie miał ściągnąć w celach misyjnych możny alemański o imieniu Sintlaz. Razem udali się do Rzymu, gdzie papież Grzegorz II (660–731) udzielił Perminowi zezwolenia na wyświęcanie księży i powierzył mu misję chrystianizacji Alamanów. Pirmin wrócił do Francji i wraz z 40 mnichami udał się do Alamanów. Sintlaz podarował mu niezamieszkaną wyspę Sintlazau na Jezierze Bodeńskim. Pirmin oczyścił ją z węży, ropuch i innych „jadowitych” zwierząt – kiedy Pirmin zstąpił na wyspę, wszelkie robactwo uciekło. Razem z towarzyszami wykarczowali teren i założyli klasztor.

### Rozkwit
Pierwsze opactwo powstało w Mittelzell na północnym krańcu wyspy: drewniany kościół oraz klasztor, które wkrótce przebudowano. Od 746 wszystkie budynki były już kamienne. Położone pomiędzy Niemcami a Włochami opactwo cieszyło się przychylnością władców potężnych dynastii Karolingów i Ottonów, którzy nadali klasztorowi wiele ziem, w tym wyspę. Opaci z Reichenau doradzali władcom z dynastii Karolingów: cesarzowi Karolowi Wielkiemu (768–814) i Ludwikowi I Pobożnemu. Przyczyniło się to do podniesienia statusu opactwa, które stopniowo wyłączono spod władzy świeckiej, nadając mu jurisdictio fori, status księstwa oraz wyłączając spod jurysdykcji episkopatu. Klasztor cieszył się licznymi przywilejami – miał prawo poboru cła, prawo wyborcze oraz immunitet.
Lokalizacja przy ówczesnym szlaku do Rzymu sprawiła, że opactwo było odwiedzane przez pielgrzymów i kupców, którzy często pozostawiali cenne dary. Biskup Egiono z Werony rezydujący w Reichenau, zbudował w 799 kościół pod wezwaniem św. Piotra w Niederzell, małą romańską bazylikę, gdzie wiódł później życie eremity. W 830 Reichenau wzbogaciło się o przywiezione z Wenecji relikwie św. Marka, a w 925 o krzyż z krwią Chrystusa przywieziony prawdopodobnie przez Araba Hassana jako podarunek dla Karola Wielkiego. W poł. X w., na prośbę opata Alewicha (934–58) biskup Ulryk z Augsburga, który odwiedzał Reichenau, podarował klasztorowi wiele relikwii św. Maurycego.
Opactwo zostało przebudowane na początku IX w. przez opata Haito, wkrótce po jego powrocie z wyprawy do Konstantynopola. Kościołowi nadano formę bazyliki na planie krzyża z trzema nawami oraz transeptem. Świątynię poświęcono w 816. Układ nowych zabudowań klasztornych w Reichenau stał się wzorem dla standardowego planu budowy klasztorów benedyktyńskich, tzw. planu St. Gallen (825).
Najpotężniejszym opatem Reichenau był Hatto I (850–913), arcybiskup Moguncji (891–913), kanclerz Świętego Cesarstwa Rzymskiego. W 896 udał się wraz Arnulfem z Karyntii do Rzymu, gdzie papież Formozus (815–896) koronował Arnulfa na cesarza. Papież podarował wówczas Hattonowi relikwie św. Jerzego, które przewiózł on przez Alpy do wschodniej Frankonii, gdzie dokonano ich podziału. Reichenau otrzymało fragment głowy świętego, który spoczął w kościele św. Jerzego w Oberzell. Po śmierci Arnulfa w 899 i objęciu władzy przez 7-letniego wówczas Ludwika IV Dziecię, Hatto I stał się obok Adalbera von Augsburg (zm. 909) najważniejszym opiekunem nieletniego króla z ogromnym wpływem na politykę. Po śmierci Ludwika IV Dziecięcia Hatton miał mieć również wpływ na wybór Konrada I. (890–918) na króla Niemiec.
Opat Hatto I wzniósł kościół św. Jerzego w Oberzell we wschodniej części wyspy (896) oraz dokonał kolejnej przebudowy kościoła w Mittelzell, który otrzymał kwadratowy chór zachodni z szerokim transeptem zakończonym dwoma wieżami. Nowy kościół zachodni został poświęcony św. Markowi. Do wschodniego chóru dobudowano okrągłą kaplicę Św. Krzyża, w której spoczęły relikwie Krwi Przenajśw. Kościół został ponownie przebudowany ok. 1000 oraz na początku XI w. Opat Berno (1008–48) zastąpił część zachodnią obecnym transeptem otwierającym się na apsydę z wieżą, zdobioną lizenami i fryzami arkadowymi. Świątynię poświęcono w 1048 w obecności cesarza Henryka III.

### Upadek
W miarę upływu czasu klasztor zaczął podupadać. W 1541 został włączony do diecezji w Konstancji, a tamtejsi biskupi objęli funkcje opatów. W opactwie pozostało zaledwie 12 zakonników łącznie z przeorem oraz kilku nowicjuszy. W 1757 zakonników usunięto siłą i przeniesiono do innych domów zakonnych. Przedstawiciele okolicznych klasztorów celebrowali msze w Reichenau aż do sekularyzacji opactwa w 1802.
Benedyktyni powrócili na wyspę we wrześniu 2001. W 2004 Cella S. Benedict uznana została za filię opactwa św. Marcina w Beuron.

## Kultura
Klasztor był jednym z najważniejszych ośrodków kultury, nauki i sztuki w średniowieczu. Poeta Walahfrid Strabo sprawował funkcję opata w latach 838–849. Tam powstały jego dwa słynne dzieła: napisane w 826 Visio Wettini (pol. „Wizja Wettina”) dokumentujące mistyczne doświadczenie pierwszego mentora Walafrieda oraz jedna z pierwszych prac na temat botaniki Liber de cultura hortum („O pielęgnacji ogrodu”) z 827, opisująca 23 rośliny lecznicze i ich zastosowanie.
W Reichenau pracowali również: Herman z Reichenau (1013–54), znany XI w. astronom, matematyk, kompozytor i poeta, autor kroniki świata od narodzin Chrystusa po rok 1054, oraz jego uczeń Bertold z Reichenau, który kontynuował pracę kronikarską Hermanna do roku 1080.
Powstała tam słynna w X–XI w. szkoła miniatur, a sam klasztor posiadał bogatą bibliotekę. W skryptorium klasztoru powstał m.in. Kodeks Egberta (Codex Egberti). W drodze sekularyzacji cały zbiór manuskryptów przeszedł w posiadanie biblioteki dworskiej w Karlsruhe (1805), a następnie został przeniesiony do Biblioteki Kraju Związkowego Badenii. W skład kolekcji wchodzi 267 pergaminów, 162 pism na papierze, 212 tekstów zachowanych fragmentarycznie oraz wybór inkunabułów.
Reichenau słynęło również z malowideł ściennych. Unikatowe malowidła mistrzów szkoły z Reichenau zachowały się do dziś w kościele św. Jerzego w Oberzell (osiem fresków z X w.) oraz w kościele św. Piotra i Pawła w Niederzell (freski z pierwszej poł. XI w.).
Iluminowane rękopisy z okresu ottońskiego z klasztoru Reichenau zostały wpisane na listę Pamięci Świata UNESCO w 2003. Wyspa klasztorna Reichenau znajduje się na liście światowego dziedzictwa kultury UNESCO od 2000 roku.

## Opaci Reichenau
| Pirmin (724–727)                 | Heribrecht (916–926)                   | Frideloh von Heidegg (1139–1159)                 | Johann von Hundweil (1454–1464)               |  |
| Heddo (727–734)                  | Liuthard (926–934)                     | Ulrich IV von Heidegg (1159–1169)                | Johann Pfuser v. Nordstetten (1464–1492)      |  |
| Keba (734–736)                   | Alawich I (934–958)                    | Diethelm von Krenkingen (1169–1206)              | Martin von Weißenburg (1492–1508)             |  |
| Arnefrid (od 736 (?) do 746 (?)) | Ekkehard I (958–972)                   | Hermann von Spaichingen (1206)                   | Markus von Knöringen (1508–1516)              |  |
| Sidoniusz (746–760)              | Ruodmann (972–985)                     | Heinrich von Karpfen (1206–1234)                 | Georg Fischer (1516–1519)                     |  |
| Johannes (760–782)               | Witigowo (985–997)                     | Konrad von Zimmern (1234–1253?)                  | Gallus Kalb (1519)                            |  |
| Petrus z Reichenau (782–786)     | Alawich II (997-1000)                  | Burkhard von Hewen (1253?-1259)                  | Markus von Knöringen (1523-1540)              |  |
| Waldo (786–806)                  | Werinher (1000–1006)                   | Berthold von Falkenstein (1258–1259)             | Johann Truchseß von Waldburg-Zeil (1628–1644) |  |
| Haito (806–823)                  | Immo (1006–1008)                       | Albrecht von Ramstein (1260–1294)                |                                               |  |
| Erlebald (823–838)               | Berno (1008–1048)                      | Markward von Veringen (1294–1296)                |                                               |  |
| Ruadhelm (838?–842)              | Ulrich I (1048–1069)                   | Heinrich von Klingenberg (1296–1306)             |                                               |  |
| Walahfrid Strabo (838, 842–849)  | Meginwart (1069–1070)                  | Diethbelm von Kastel (1306–1343)                 |                                               |  |
| Folkwin (849–858)                | Ruopert (1071)                         | Eberhard von Brandis (1343–1379)                 |                                               |  |
| Walter (858–864)                 | Ekkehard II von Nellenburg (1071–1088) | Heinrich von Stöffeln (1379–1383)                |                                               |  |
| Hatto II (864–871)               | Ulrich II von Dapfen (1088–1123)       | Mangold von Brandis (1383–1385)                  |                                               |  |
| Ruodho (871–888)                 | Rudolf von Böttstein (1123–1131)       | Werner von Rosenegg (1385–1402)                  |                                               |  |
| Hatto I (888–913)                | Ludwig von Pfullendorf (1131–1135)     | Friedrich von Zollern (1402–1427)                |                                               |  |
| Hugo (913)                       | Ulrich III von Zollern (1135–1136)     | Heinrich von Hornberg (Abt von St. Peter) (1427) |                                               |  |
| Thieting (913–916)               | Otto von Böttstein (1136–1139)         | Friedrich von Wartenberg (1427–1453)             |                                               |  |